# Nationaal park Tanjung Puting
Nationaal park Tanjung Puting is een park in Indonesië. Het ligt in de provincie Midden-Kalimantan op het eiland Borneo, nabij de stad Pangkalan Bun. De in zee stekende punt werd in de Nederlandse koloniale tijd Vlakke Hoek genoemd.